# Atramentowa flaga

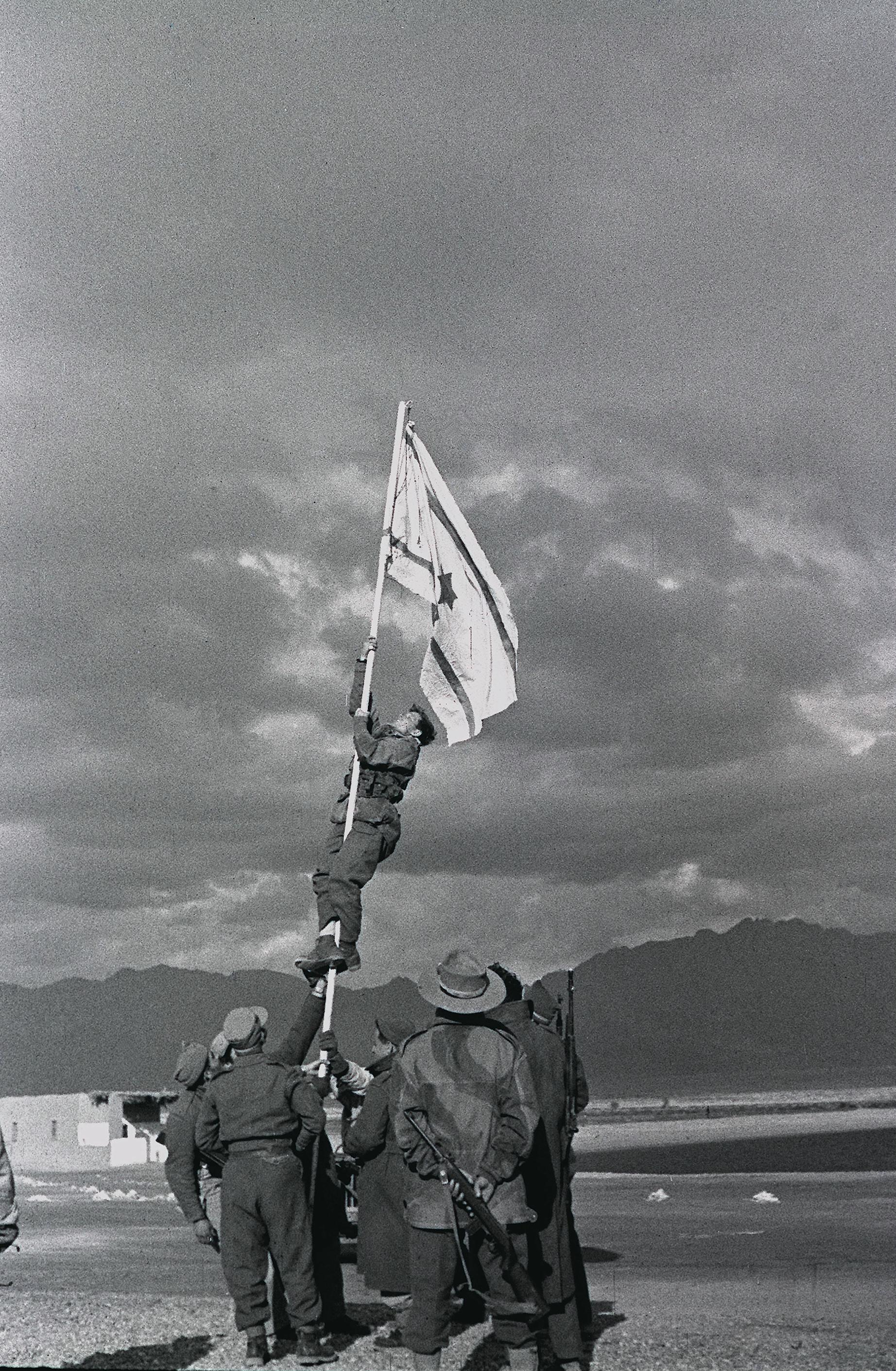
Wzniesienie atramentowej flagi na fotografii Michy Perry’ego. Żołnierz na maszcie to kapitan Awraham Adan

Atramentowa flaga (hebr. דגל הדיו, degel ha-djo) – ręcznie zrobiona izraelska flaga wzniesiona w marcu 1949 roku podczas I wojny izraelsko-arabskiej z okazji zdobycia Umm Raszrasz. Flagę wywieszono w miejscu, na którym później powstało izraelskie miasto Ejlat.

## Historia
W dniu 5 marca 1949 roku Izrael rozpoczął operację Uwda, celem przejęcia kontroli nad całością obszaru południowo-wschodniej pustyni Negew. 10 marca Siły Obronne Izraela dotarły do brzegów Morza Czerwonego w Umm Raszrasz na zachód od Akaby, w rejonie biblijnego Elath i zdobyły go bez walki. W operacji wzięły udział Brygada Negew i Brygada Golani. Prowizoryczną flagę wykonaną z białego prześcieradła i atramentu, wzniósł kapitan (późniejszy generał) Awraham Adan, dowódca kompanii 8. batalionu Brygady Negew. Improwizowana flaga została wykonana na zamówienie dowódcy Brygady Nachuma Sariga, kiedy odkryto, że brygada nie miała pod ręką oficjalnej flagi. Żołnierze znaleźli prześcieradło, narysowali dwa atramentowe pasy i przyszyli wyrwaną z apteczki gwiazdę Dawida.
W 1996 roku w Ejlacie odsłonięto rzeźbę z brązu autorstwa izraelskiego rzeźbiarza Dani’ela Kafriego, która upamiętnia to wydarzenie. To historyczne miejsce zostało uznane za obiekt izraelskiego dziedzictwa narodowego 19 stycznia 1994 roku. Fotografia przedstawiająca wzniesienie Atramentowej flagi, autorstwa żołnierza Michy Perry’ego przypomina amerykańską fotografię Sztandar nad Iwo Jimą z 1945 roku.